# A fekete tulipán (film, 1988)
A fekete tulipán (eredeti cím: Black Tulip)  1988-ban bemutatott ausztrál televíziós rajzfilm, amely Alexandre Dumas azonos című regénye alapján készült.

## Szereplők
| Szerep                | Eredeti hang | Magyar hang      |
| --------------------- | ------------ | ---------------- |
| Cornelius             | N/A          | Rosta Sándor     |
| Rosa                  | N/A          | Urbán Andrea     |
| Bochstel              | N/A          | Cs. Németh Lajos |
| Hans                  | N/A          | Kerekes József   |
| Jeremy                | N/A          | Boros Zoltán     |
| Cornelius keresztapja | N/A          | Horányi László   |
| Gryphus               | N/A          | Koroknay Géza    |
| Hírnök                | N/A          | Dimulász Miklós  |